# Rudolf Lützow
Rudolf František de Paula Jan Quirin hrabě Lützow (Rudolf Franz de Paula Johann Quirin Graf Lützow zu Dreylützow und Seedorf) (4. června 1779, Salcburk – 28. října 1858, Monza) byl rakouský diplomat. Po krátké službě v armádě se stal diplomatem a během napoleonských válek zastával nižší posty v různých evropských zemích. Nakonec byl dlouholetým velvyslancem Rakouského císařství ve Vatikánu (1826–1848). Díky příbuzenským vazbám na rodiny Černínů a Kolovratů patřil v první polovině 19. století také k významným osobnostem veřejného života v Čechách.

## Životopis

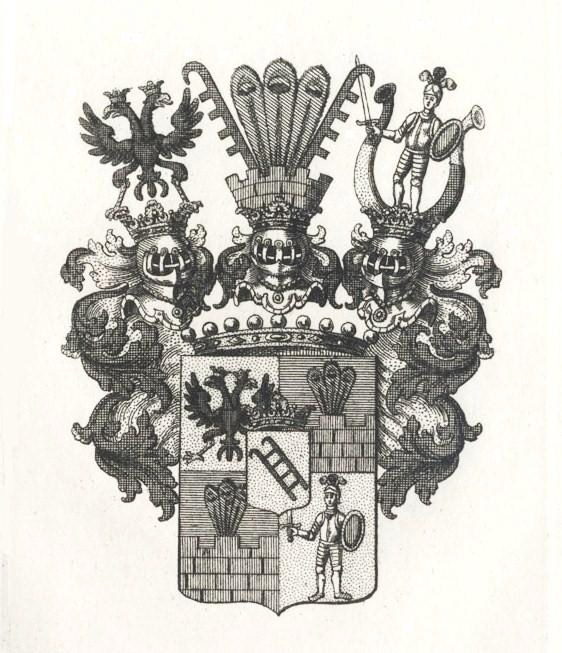
Erb rodu Lützowů

Pocházel z meklenburského šlechtického rodu Lützowů usazeného od konce 17. století v Čechách, narodil se jako mladší syn generálmajora Gottfrieda Lützowa (1742–1822) a jeho druhé manželky Antonie, hraběnky Černínové z Chudenic (1750–1801). Studoval Tereziánskou vojenskou akademii ve Vídni a sloužil v armádě, v roce 1804 vstoupil do diplomatických služeb. Začínal na nižších postech v různých německých městech (Řezno, Stuttgart, Mnichov). V letech 1812–1815 byl vyslancem v Kodani, poté ve Stuttgartu (1815–1818), Istanbulu (1818–1822) a Turínu (1822–1826). Nakonec řadu let zastával funkci vyslance u Svatého stolce ve Vatikánu (1826–1848). Po revoluci v roce 1848 odešel do soukromí. Byl též c.k. komořím a v roce 1821 byl jmenován tajným radou.
Z pohledu českých dějin měl význam tím, že Františkovi Palackému zprostředkoval přístup do vatikánských archivů. Z podnětu svého příbuzného Františka Antonína Libštejnského z Kolovrat patřil k zakládajícím členům Společnosti Národního muzea, dále byl členem Královské české společnosti nauk a Akademie výtvarných umění ve Vídni. Za zásluhy obdržel velkokříž Řádu sv. Štěpána a Leopoldův řád, během diplomatické mise v Dánsku získal Danebrožský řád a několik vyznamenání dostal také během svého dlouholetého působení v italských zemích.
Jeho manželkou se v roce 1824 stala italská šlechtična Maria Ignatia Teulada di San Giusto, ovdovělá markýza de St. Laurent (1800–1864). Byla c.k. palácovou dámou a dámou Řádu hvězdového kříže, krátce před smrtí byla jmenována nejvyšší hofmistryní mexické císařovny Charlotty. Z jejich manželství se narodily tři děti, syn Karel (1830–1892) získal sňatkem majetek na jižní Moravě a byl poslancem moravského zemského sněmu, mladší Viktor (1833–1876) sloužil v armádě.
Rudolfův starší bratr Jeroným Lützow (1776–1861) působil v řadě úřadů ve státní správě v Českém království, kde také vlastnil statky.